# Rich, White, Straight Men
Rich, White, Straight Men è un singolo della cantante statunitense Kesha, pubblicato l’8 giugno 2019.
Il brano è stato scritto dalla stessa cantante con Pebe Sebert, Stephen Wrabel e Stuart Crichton, ed è stato prodotto da quest'ultimo.

## Tracce
1. Rich, White, Straight Men – 3:13